# Lijst van oorlogsmonumenten in Haarlemmermeer
De Nederlandse gemeente Haarlemmermeer heeft verschillende oorlogsmonumenten. Hieronder een overzicht.
| Nr.  | Object                                          | Herdachte groep                      | Ontwerper                    | Onthulling        | Type            | Locatie                                                | Plaats                | Coördinaten                   | Foto                                            |
| ---- | ----------------------------------------------- | ------------------------------------ | ---------------------------- | ----------------- | --------------- | ------------------------------------------------------ | --------------------- | ----------------------------- | ----------------------------------------------- |
| 716  | Drie Vogels                                     |                                      | Truus Menger-Oversteegen     | 5 mei 1979        | beeld/sculptuur | parkje bij de Lutulistraat, 2131                       | Hoofddorp             | 52° 18' 31" NB, 4° 41' 14" OL | Drie Vogels                                     |
| 736  | Joods monument                                  | vervolgden Nederland                 |                              | 23 september 1951 | gedenksteen     | Joodse begraafplaats, Hoofdweg 395, 2131 MS            | Hoofddorp             |                               |                                                 |
| 1648 | Verzetsmonument                                 | verzet Nederland                     |                              | 28 juli 1945      | zuil            | Hoofdweg 1904, 2157 MB                                 | Abbenes               | 52° 13' 52" NB, 4° 34' 56" OL | Verzetsmonument                                 |
| 1649 | Verzetsmonument Burgerveen                      | verzet Nederland                     | W. Maarse jr.                | 4 mei 1949        | plaquette       | Leimuiderdijk 186, 1435 CZ                             | Burgerveen/Rijsenhout | 52° 14' 43" NB, 4° 42' 8" OL  | Verzetsmonument Burgerveen                      |
| 1650 | Verzetsmonument                                 | verzet Nederland                     | Geurt Brinkgreve             | 22 november 1947  | reliëf          | Snipstraat, 1171 DV                                    | Badhoevedorp          | 52° 20' 19" NB, 4° 47' 7" OL  | Verzetsmonument                                 |
| 1651 | Monument Wilgenlaan                             | burgerslachtoffers, verzet Nederland | Janny Brugman-de Vries       | 3 mei 1952        | beeld/sculptuur | Wilgenlaan, 1161 JK                                    | Zwanenburg            | 52° 22' 34" NB, 4° 45' 15" OL | Meer afbeeldingen                               |
| 1652 | Bevrijdingsmonument                             | algemeen                             | Elisabet Stienstra           | 5 mei 2001        | beeld/sculptuur | in het water aan de Rietwijckstraat, 1171              | Badhoevedorp          | 52° 20' 14" NB, 4° 47' 6" OL  | Bevrijdingsmonument                             |
| 1653 | Verzetsmonument                                 | algemeen                             | Ger Zijlstra (1943)          | 4 mei 1982        | gedenksteen     | Burgemeester van Stamplein, 2132 BH                    | Hoofddorp             | 52° 18' 3" NB, 4° 41' 50" OL  | Verzetsmonument                                 |
| 1654 | Vrijheidsbeeld                                  | algemeen                             | Bert Neelen (1950)           | 5 mei 1999        | beeld/sculptuur | Boeierstraat, 1435 LK                                  | Rijsenhout            | 52° 15' 38" NB, 4° 43' 3" OL  | Vrijheidsbeeld                                  |
| 1655 | Vrijheidsbeeld                                  | algemeen                             | Berenice Witsen Elias (1951) | 5 mei 1996        | beeld/sculptuur | Zijdewinde, 2141 VA                                    | Vijfhuizen            | 52° 21' 1" NB, 4° 40' 56" OL  |                                                 |
| 1656 | Vrijheidsbeeld                                  | algemeen                             | Dik Box (1947)               | 1997              | beeld/sculptuur | Doctor Heijebrug, Hoofdweg, 2157                       | Abbenes               | 52° 14' 3" NB, 4° 35' 26" OL  |                                                 |
| 1657 | Verzetsmonument                                 | verzet Nederland                     | Theo Mulder                  | 4 mei 1984        | beeld/sculptuur | Zuiderdreef, 2153 CL                                   | Nieuw-Vennep          | 52° 15' 42" NB, 4° 37' 34" OL |                                                 |
| 1658 | Vrijheidsbeeld (Dansende boeren)                | algemeen                             | Karel Gomes                  | 5 mei 1995        | beeld/sculptuur | Leimuiderdijk/Lisserweg, 2156                          | Weteringbrug          |                               | Vrijheidsbeeld (Dansende boeren)                |
| 1659 | Vrijheidsbeeld                                  | algemeen                             | Jeroen Henneman              | 5 mei 1998        | beeld/sculptuur | Krabbescheerstraat, 2165 XG                            | Lisserbroek           | 52° 15' 35" NB, 4° 34' 23" OL |                                                 |
| 3440 | Wellington-monument                             | geallieerde militairen               |                              | 31 mei 1999       | plaquette       | Rozenstraat, 1171 MX                                   | Badhoevedorp          | 52° 20' 49" NB, 4° 46' 30" OL | Wellington-monument                             |
|      | Beeld voor het vieren van de vrijheid           |                                      | André Kruysen (1967)         | 2002              | beeld/sculptuur | Klinkenbergstraat, 2136                                | Zwaanshoek            | 52° 18' 41" NB, 4° 36' 56" OL |                                                 |
|      | Herinnering aan de hulp aan Joodse onderduikers |                                      | Karel Gomes                  | 2005              | plaquette       | tuin van kerk Joannes de Doper, Kruisweg 1067, 2131 CT | Hoofddorp             |                               | Herinnering aan de hulp aan Joodse onderduikers |
| 934  | Verzetsmonument Halfweg                         | verzet Nederland                     | Jan Havermans (1892-1964)    |                   | beeld/sculptuur | Haarlemmerstraatweg, 1165 MJ                           | Halfweg               | 52° 23' 3" NB, 4° 45' 16" OL  | Verzetsmonument Halfweg                         |
| 3530 | Missing Man Salute                              | geallieerde militairen               | Ir. Leendert Verboom         | 2004              | beeld/sculptuur | Aalsmeerderdijk 460, 1436 BM                           | Aalsmeerderbrug       | 52° 16' 7" NB, 4° 44' 5" OL   | Missing Man Salute                              |

Aalsmeer ·
Alkmaar ·
Amstelveen ·
Amsterdam ·
Bergen ·
Beverwijk ·
Blaricum ·
Bloemendaal ·
Castricum ·
Den Helder ·
Diemen ·
Dijk en Waard ·
Drechterland ·
Edam-Volendam ·
Enkhuizen ·
Gooise Meren ·
Haarlem ·
Haarlemmermeer ·
Heemskerk ·
Heemstede ·
Heiloo ·
Hilversum ·
Hollands Kroon ·
Hoorn ·
Huizen ·
Koggenland ·
Landsmeer ·
Laren ·
Medemblik ·
Oostzaan ·
Opmeer ·
Ouder-Amstel ·
Purmerend ·
Schagen ·
Stede Broec ·
Texel ·
Uitgeest ·
Uithoorn ·
Velsen ·
Waterland ·
Weesp ·
Wijdemeren ·
Wormerland ·
Zaanstad ·
Zandvoort